# کندی الکساندر
کندی الکساندر (انگلیسی: Khandi Alexander؛ زادهٔ ۴ سپتامبر ۱۹۵۷) یک هنرپیشه، بازیگر سینما، و طراح رقص اهل ایالات متحده آمریکا است. وی از سال ۱۹۸۵ میلادی تاکنون مشغول فعالیت بوده‌است.
از فیلم‌ها یا برنامه‌های تلویزیونی که وی در آن نقش داشته‌است می‌توان به چه ربطی به عشق دارد؟، تهدیدی برای جامعه، یه چیزی راجع به مری هست، اولین تولد، عدالت شاعرانه، حریص، خیابان واکین و آبی تیره اشاره کرد.